# Louis Dusée (kunstenaar)

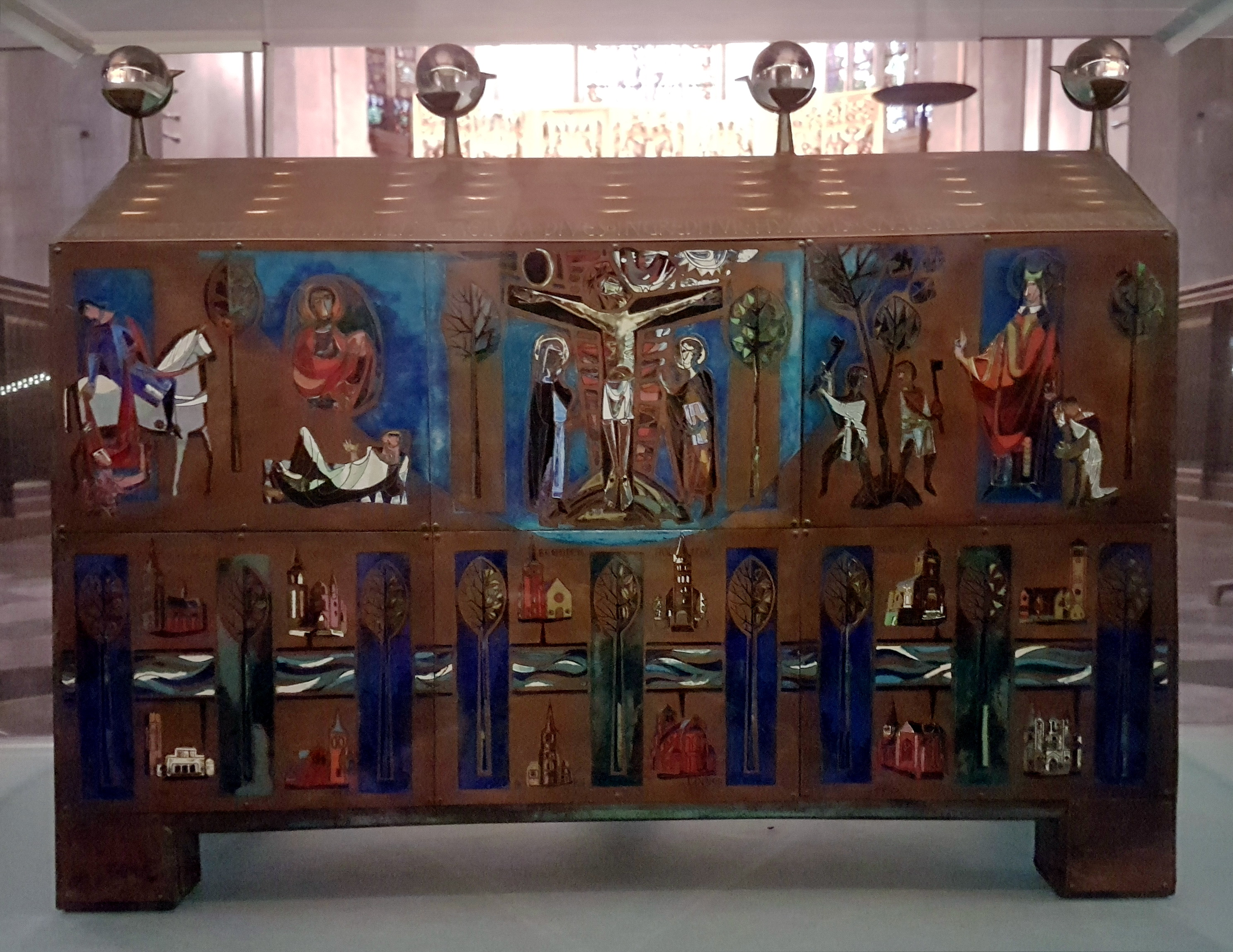
Reliekschrijn van de heilige Martinus, Venlo

Ludovicus Henricus (Louis) Dusée (Tilburg, 17 januari 1928 - Tilburg, 29 november 2006) was een Nederlands beeldhouwer, kunstnijveraar en kunstschilder.

## Leven en werk
Louis Dusée was de jongste van de zeven kinderen van winkelier Henricus Wilhelmus Dusée en Catharina Maria Josefa de Weert. Hij behaalde de middelbare tekenakte bij Katholieke Leergangen en werd tekenleraar aan het Carolus Borromeuscollege in Helmond. In 1952 volgde hij Piet Rogge op als tekenaar bij Edelsmidse Brom aan de Drift in Utrecht. Hij studeerde er daarnaast monumentale vormgeving aan de Middelbare Kunst en Kunstnijverheidsschool, voorloper van de HKU, en was een leerling van Mar Diemèl. Na het overlijden van Jan Eloy Brom werd hij ontwerper in de Edelsmidse. In 1956 trouwde hij met Jeanne Rademakers. In 1957 werd de door Dusée ontworpen reliekschrijn van de heilige Piatus voor het eerst in een processie gedragen, de toga's van de dragers werden door Jeanne gemaakt. In 1959 sloot Dusée een contract voor onbepaalde tijd met Leo Brom, die hem als beoogd opvolger zag, en werd hij naast ontwerper ook bedrijfsleider. Hij betrok met zijn gezin de woning boven de zaak. Brom besloot de zaak in 1961 te sluiten en het contract met Dusée werd ontbonden. Hij opende een jaar later zijn eigen Edelsmidse Dusée. Dusée specialiseerde zich in de emailleerkunst. Hij gaf daarin ook les en was als docent tot 1982 verbonden aan de Academie voor Beeldende Kunsten Artibus. Tot zijn leerlingen behoorden Greetje Faber, Yvette Goené, Gerard Overeem, Ina Vader en Linda Verkaaik.
Naast zijn werk bij Brom en in zijn eigen zaak, maakte Dusée schilderijen, aquarellen en tekende hij in pen en pastel. Hij was lid van de Algemene Katholieke Kunstenaarsvereniging, het Genootschap Kunstliefde en de Vereniging van Nederlandse Emailleurs.

## Enkele werken
- 1954 ontwerp reliekschrijn van de heilige Piatus voor de Sint-Piatuskerk in Doornik, met panelen die door Joanna Brom werden voorzien van email champlevé. Op de schrijn is een door Toon de Kruiff gemaakte zilveren buste van de heilige geplaatst.
- 1956-1958 geëmailleerde vissen voor een bronzen balustrade (ontwerp van Jan Eloy Brom) voor de Ritz-Cartltonzaal op de SS Rotterdam
- 1960 zandloper met twee tekstregels van Jan Engelman. Een geschenk voor prinses Beatrix bij de opening van de Floriade in Rotterdam.[8]
- 1960 plaquette met een voorstelling van de Emmaüsgangers, collectie Centraal Museum.[9]
- 1960 ontwerp zilveren schaal met 21 ruitvormige openingen, gevuld met platen email cloisonné, collectie Rijksmuseum Amsterdam.[10]
- 1960 buste van Jan de Jong, directeur van Douwe Egberts, door Leo Brom aan het bedrijf geschonken en geplaatst in de vestiging in Joure.
- 1961 De ambtenaar, bronzen fonteinbeeldje met randschrift van Jan Engelman, in Utrecht. Oorspronkelijk geplaatst aan de Ganzenmarkt, achter het stadhuis, in 1996 verplaatst naar de Zwaansteeg. In 2017 werd het beeld in de hal van het Stadskantoor bij de personeelsingang geplaatst.
- 1963 reliekschrijn met relikwieën van de heilige Martinus voor de Sint-Martinusbasiliek in Venlo.
- 1963 monstrans voor de Christus-Koningkerk in Hillegersberg.[11]
- 1965 zetels, bloemenstandaards en een wierookstandaard voor de Sint-Christoffelkathedraal in Roermond.[12]
- 1965 ontwerp zilveren roos, die door de Nederlandse Bioscoopbond werd uitgereikt aan Charlie Chaplin en Ingrid Bergman.

## Galerij

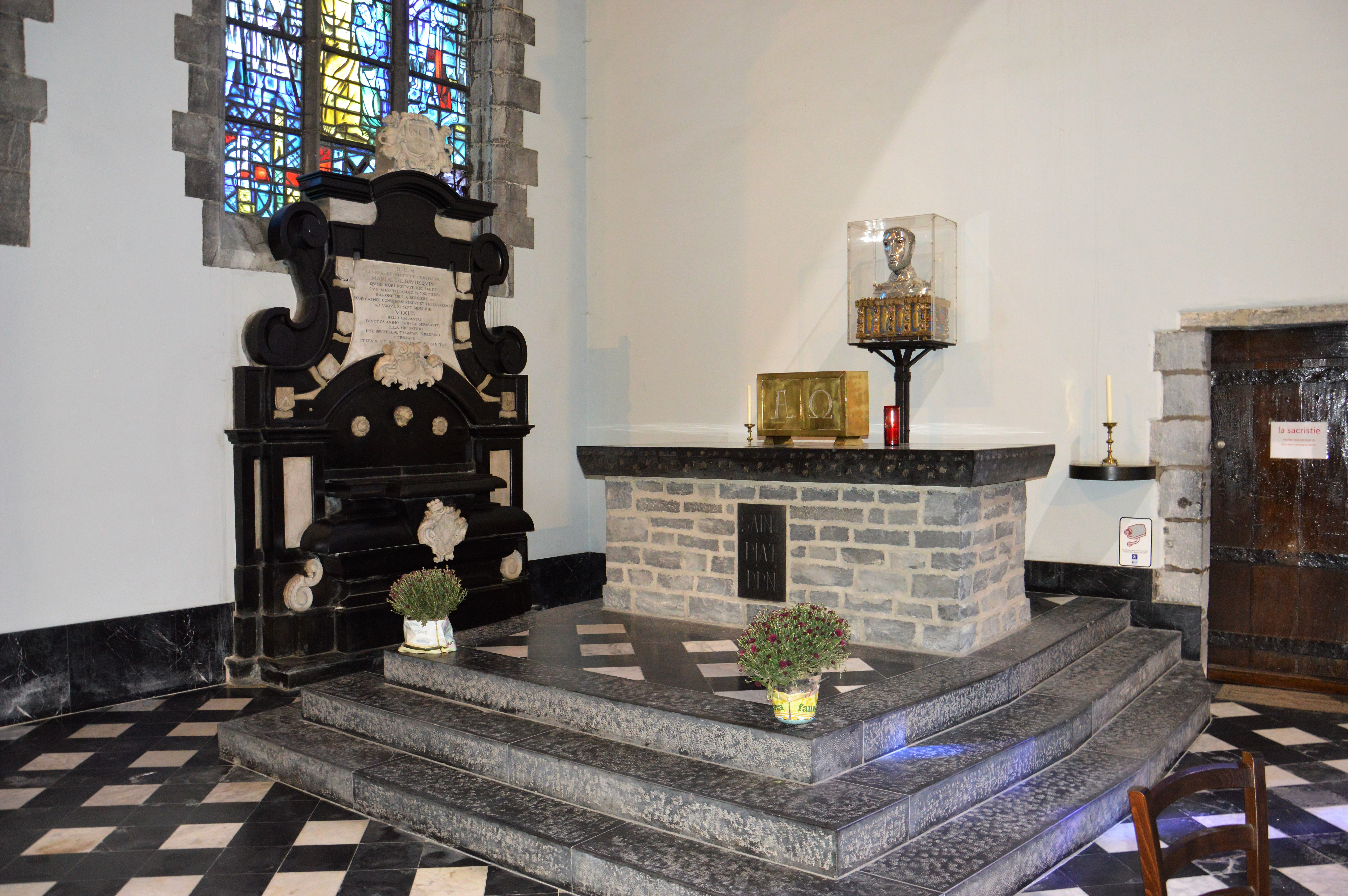
reliekschrijn van Piatus, achter het altaar, Doornik
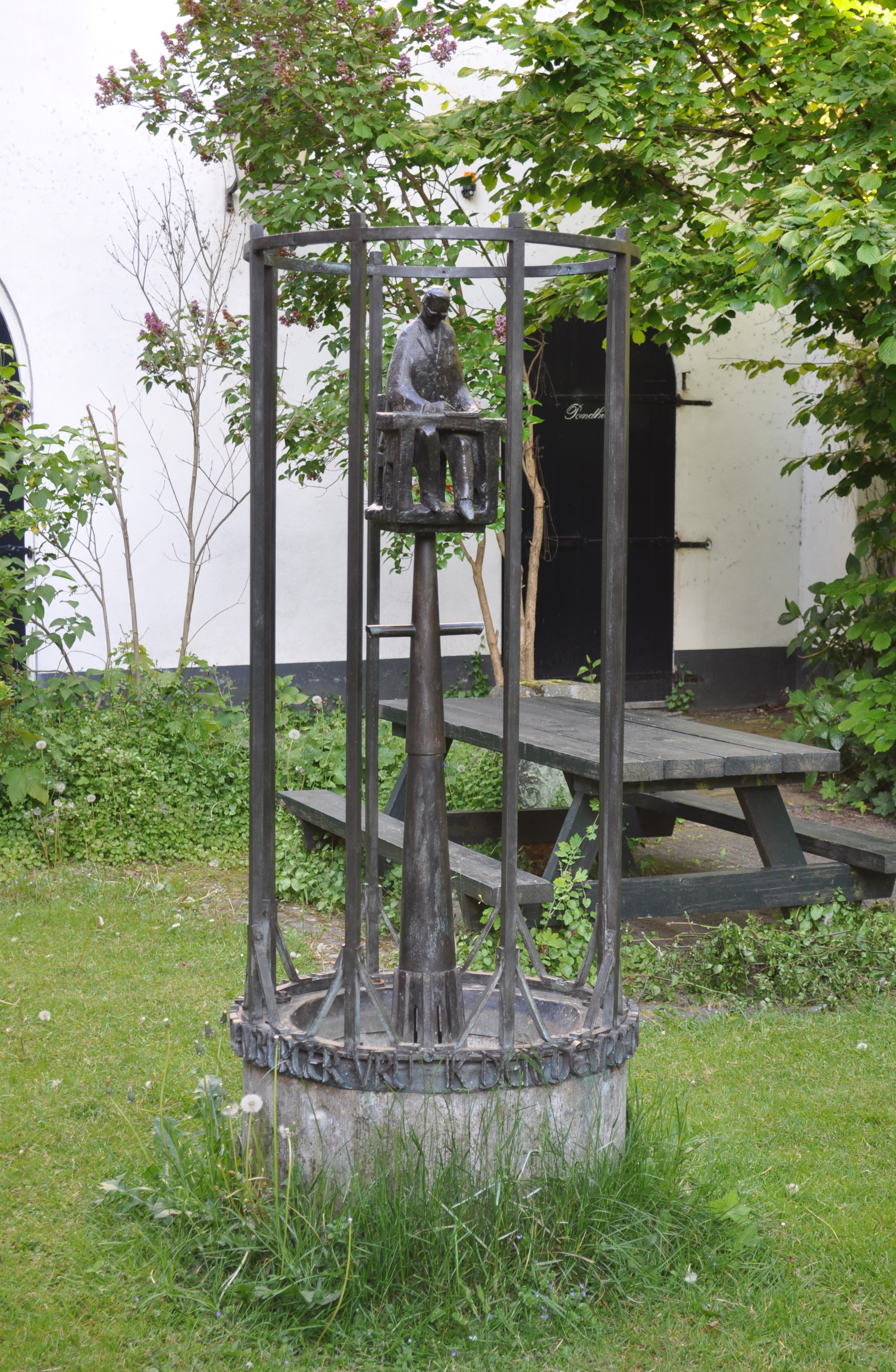
De ambtenaar, Utrecht

- RKD-Nederlands Instituut voor Kunstgeschiedenis: 25073
- Union List of Artist Names: 500585387